# Santa Eulalia (Allande)
Santa Eulalia (en eonaviego, Santulaya) es una casería perteneciente a la parroquia de Villaverde, en el concejo de Allande, comarca del Narcea, Principado de Asturias, España.